# Colegio Baptist Boys

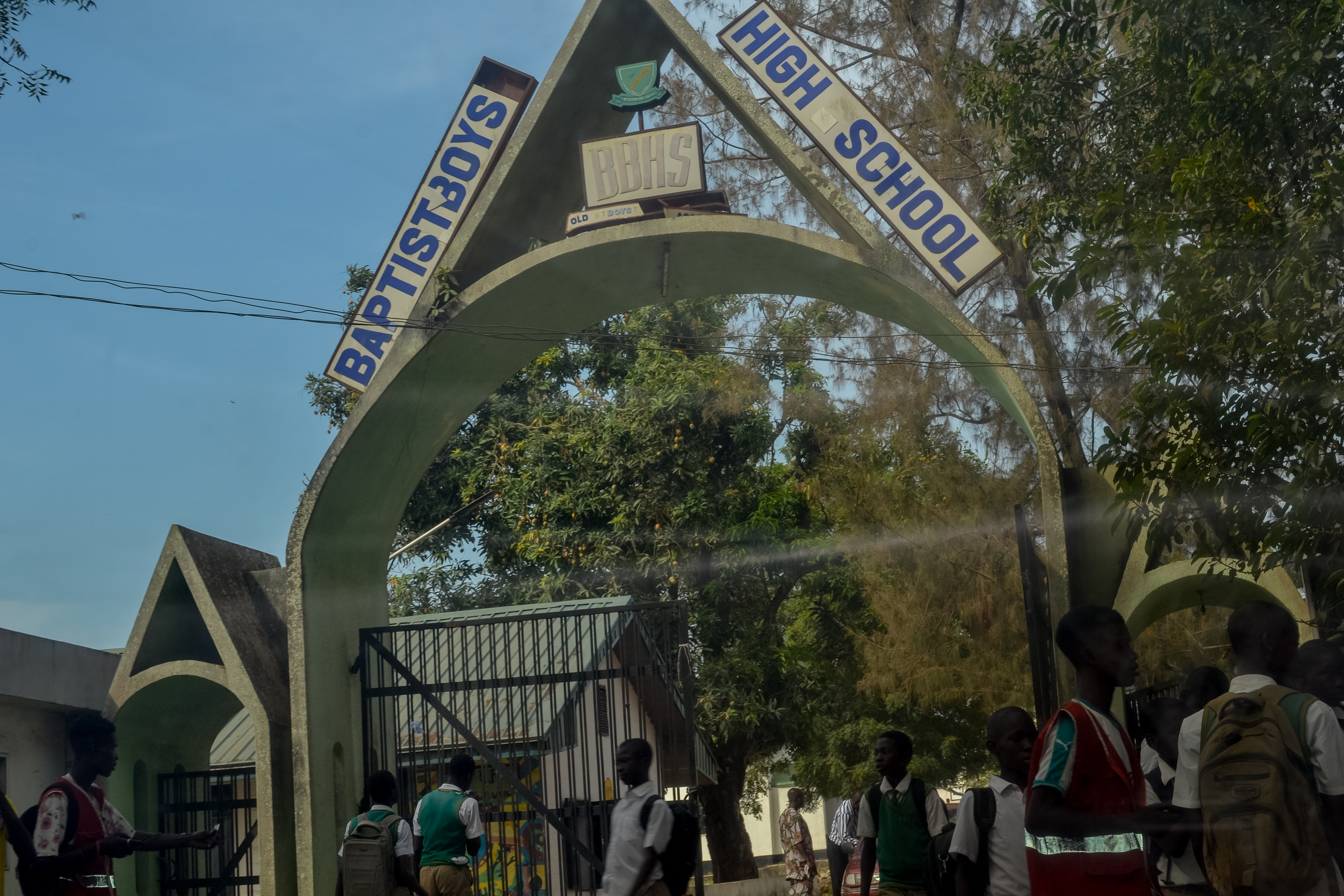
Puerta de la escuela secundaria Baptist Boys, Abeokuta

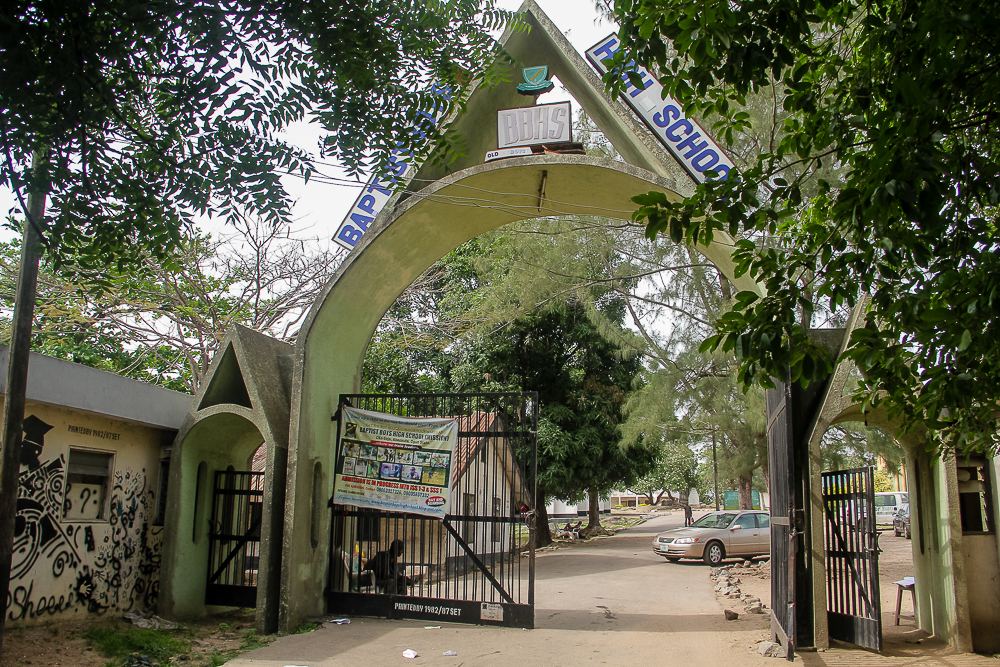

Baptist Boys' High School es una escuela secundaria bautista para niños, en Abeokuta, estado de Ogun, suroeste de Nigeria. En el año académico 2011-12 tenía un alumnado de 1.100 estudiantes. La población estudiantil ha disminuido casi a la mitad desde el pico de 2155 en el año académico 1998–1999, en parte como respuesta a la preocupación por las instalaciones superpobladas. BBHS está en su sitio permanente, Oke-Saje.

## Historia
Baptist Boys' High School fue fundada por la Junta de Misiones Internacionales de los Estados Unidos, cuya Junta de Misiones Extranjeras comenzó a trabajar en Abeokuta el 5 de agosto de 1850, con la llegada del primer misionero, el reverendo Thomas Jefferson Bowen Como además de predicar el evangelio, la misión bautista del sur estadounidense en Nigeria proporcionó escuelas, hospitales, capacitación de maestros y colegios teológicos. La Misión Bautista de Nigeria, un brazo de su contraparte estadounidense, estableció tres escuelas primarias en Ago-Owu, Ago-Ijaye y Oke-saje.
Después del rápido crecimiento de la escuela Owu a unos 150 estudiantes, la Misión ordenó al reverendo Samuel George Pinnock que estableciera una escuela postprimaria para educar a los niños de las tres escuelas primarias secundarias. En 1916 Pinnock identificó y eligió el sitio, Egunya Hill, y negoció la compra del terreno. La construcción de la escuela se retrasó debido al efecto de la Primera Guerra Mundial en el costo de los materiales de construcción. Sin embargo, a principios de 1922, Pinnock supervisó la construcción de Principal's Quarters, que también funcionaba como Abeokuta Mission House; un bloque de cinco aulas, una capilla y un dormitorio para varones.
En 1922, Pinnock seleccionó a un grupo de estudiantes avanzados de las tres escuelas primarias secundarias en Ago-Owu, Ago-Ijaye y Oke-saje, y estos formaron la primera clase de la escuela. Abrió la escuela secundaria Baptist Boys el 23 de enero de 1923, con 75 estudiantes y cuatro maestros (incluida su esposa, Madora Pinnock). La ceremonia de apertura atrajo a 2000 invitados. El orador invitado fue el profesor Nathaniel Oyerinde, profesor de la Academia Bautista, Ogbomoso, y el primer profesor bautista de Nigeria.
Baptist Boys' High School se estableció como, una escuela solo para niños, aunque se convirtió en una escuela mixta muy brevemente en 1969 y 1970 luego de la introducción del Certificado de escuela superior por parte de la junta escolar de gobernadores. La escuela creció a 400 en diciembre de 1946, ya 1110 a partir del año académico 2011-2012.
La escuela permaneció en Egunya Hill hasta 1969, momento en el que se trasladó a Oke-Saje. Los estudiantes internos se alojan en albergues, pero el número de estudiantes internos ha disminuido progresivamente con el tiempo: de 513 en 1998-1999 a 36 en el año académico 2011-2012.

## Organización
- Escuelas: BBHS tiene dos divisiones, la Escuela Secundaria Básica y la Escuela Secundaria Superior, cada una de tres años de duración.
- Internado: Los estudiantes se agrupan en cuatro casas apropiadamente para las competiciones deportivas 'entre casas'. Bowen House lleva el nombre del reverendo Thomas Jefferson Bowen, pionero misionero bautista del sur estadounidense en Nigeria. Pinnock House lleva el nombre del director fundador de BBHS, el reverendo Samuel Gorge Pinnock.[8] Agboola House lleva el nombre del reverendo Emmanuel Oladele Agboola; fue presidente de la junta de gobernadores de BBHS (1958-1971)[11] y predicador bautista.[11] Aloba House lleva el nombre de un ex maestro de BBHS.

Galería fotográfica de las instalaciones del Baptist Boys High School
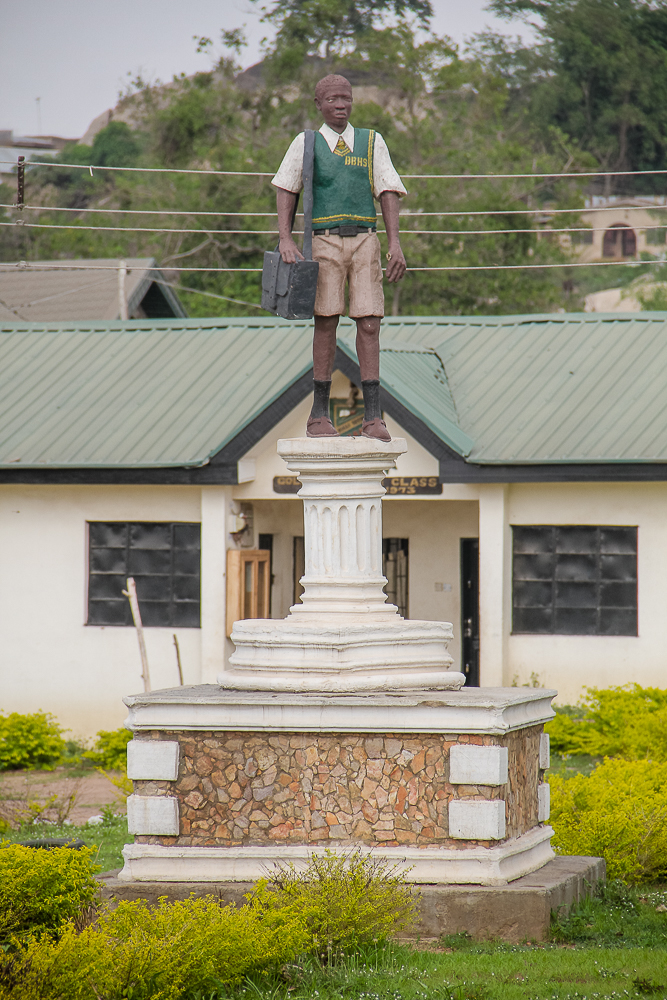
Uniforme institucional
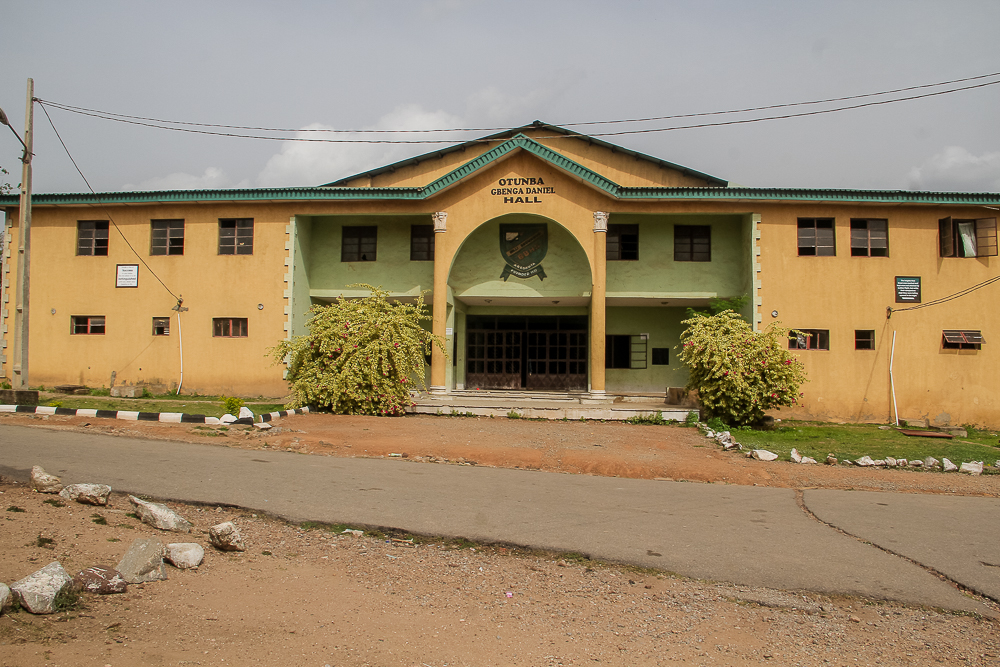
Baptist Boys High School, (OGD) hall, Oke saje, Abeokuta, Ogun state
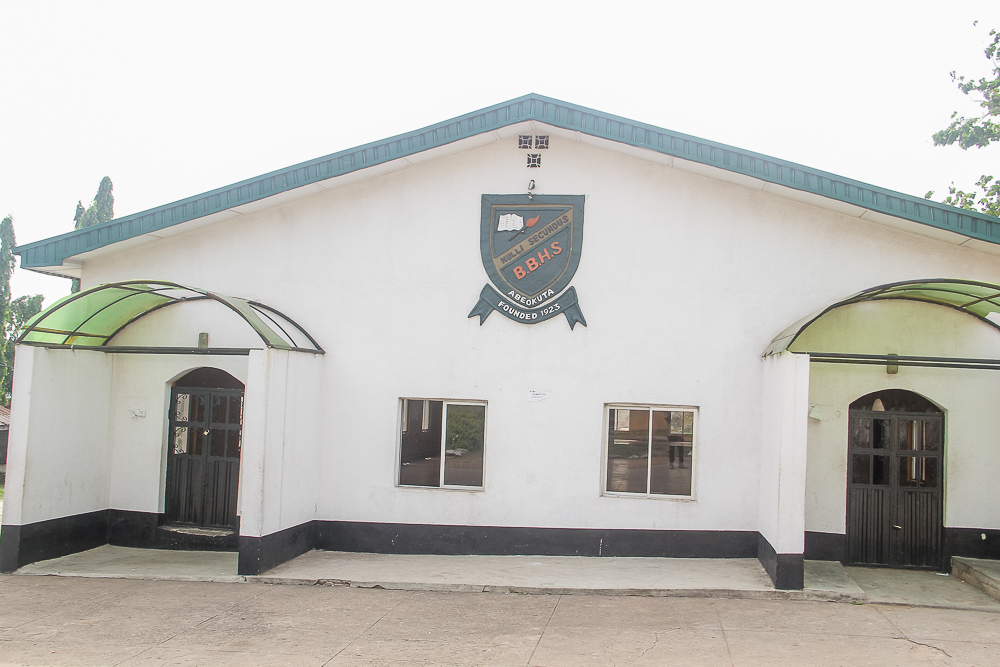
Baptist Boys High School, Old hall, Oke saje, Abeokuta, Ogun state
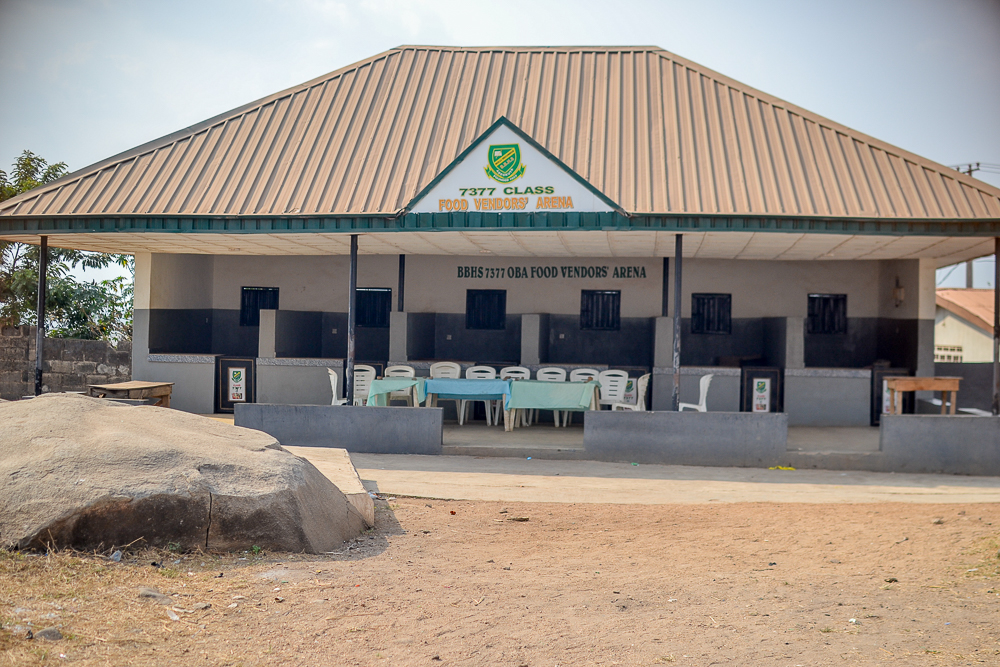
Comedor
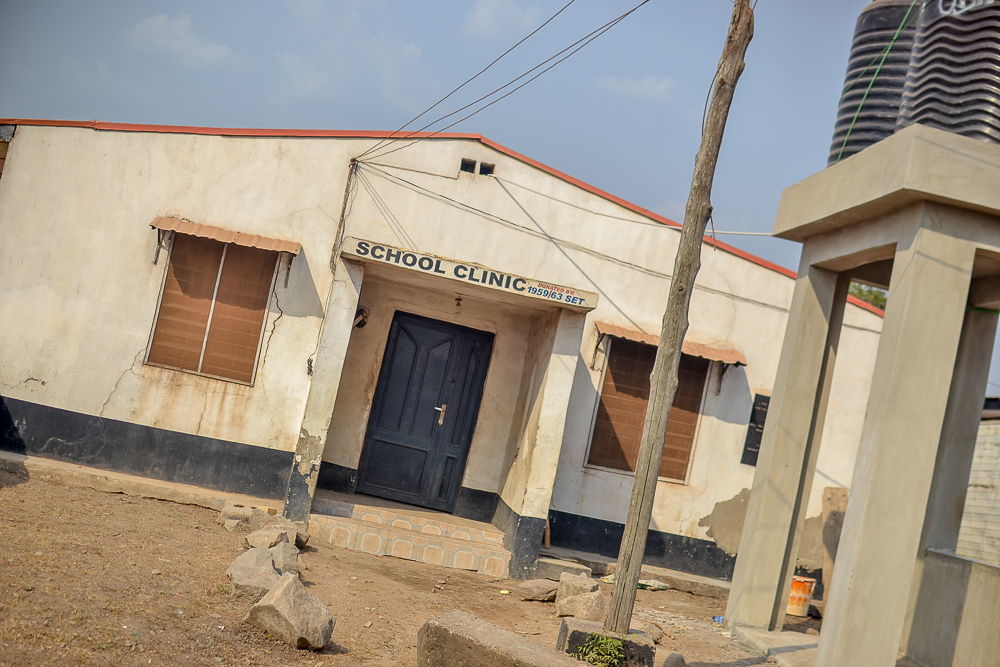
Clínica escolar
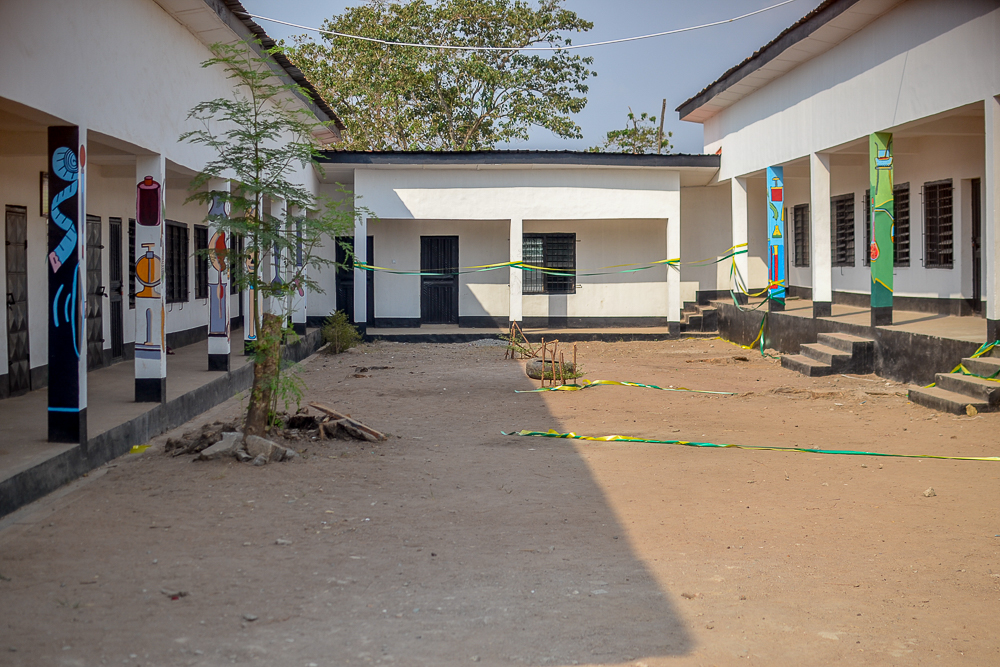
Centro medico y laboratorios del Baptist Boys High School
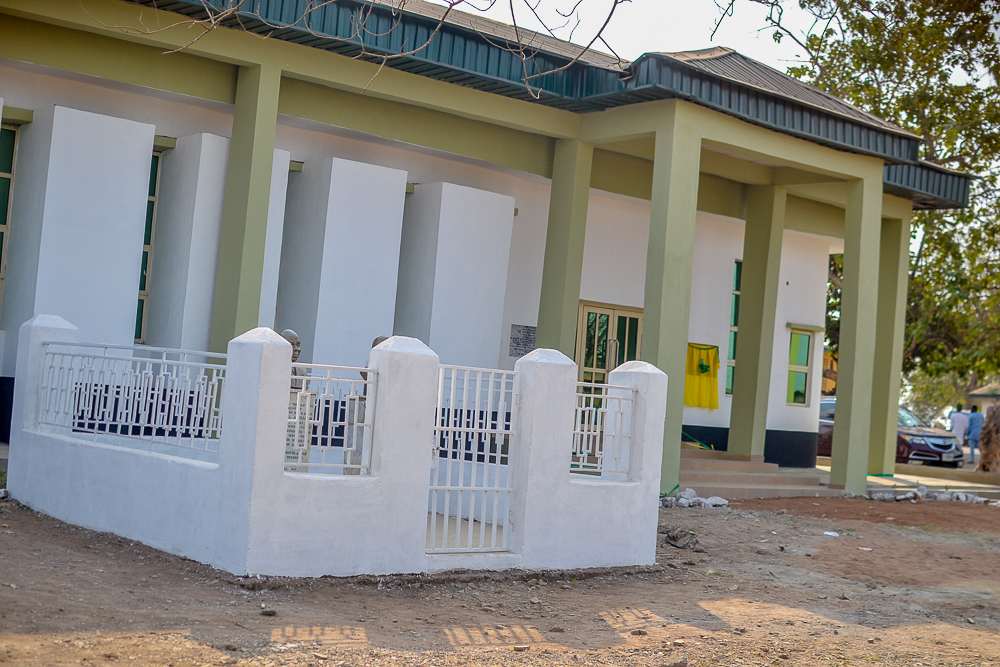
Biblioteca
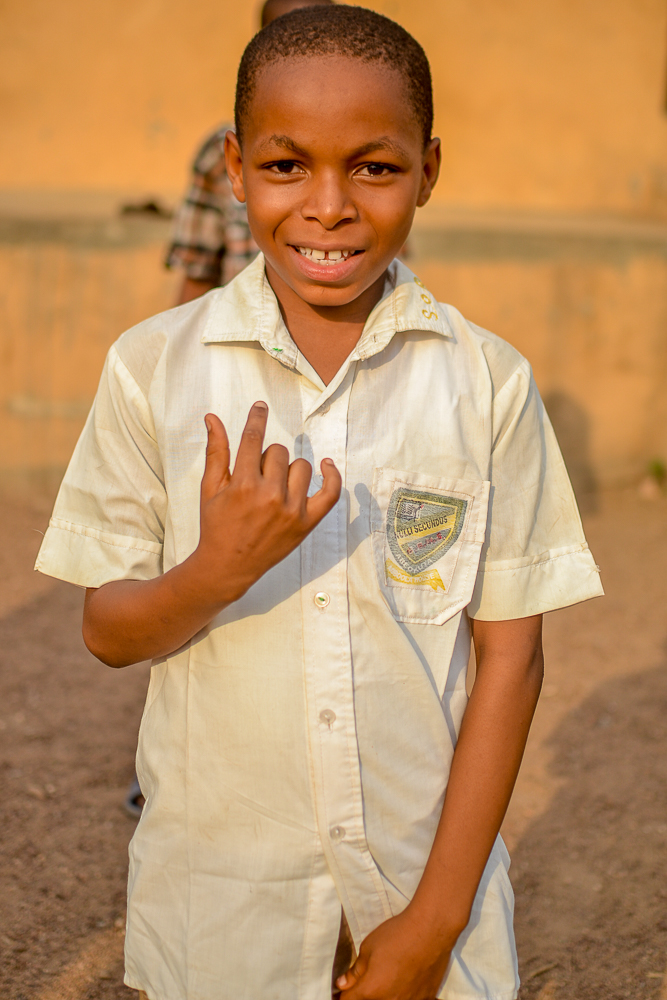
Estudiante
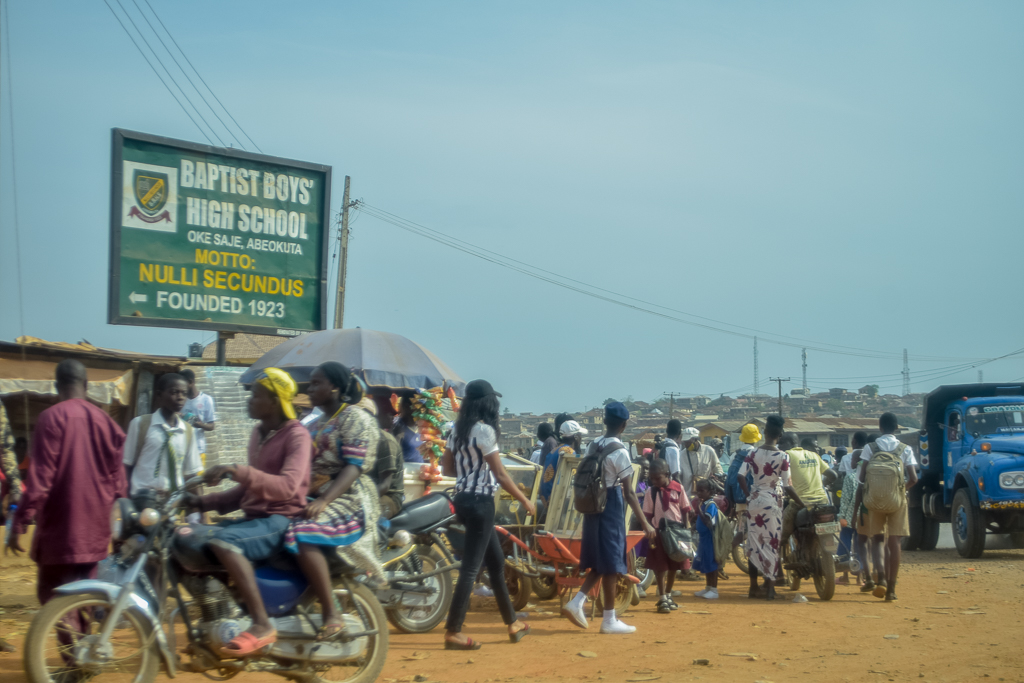

## Asociación de alumnos
La Asociación de Alumni se llama BBHS Old Boys Association, tiene sucursales en el Reino Unido, Irlanda, EE. UU., Canadá, Abeokuta, Ibadán, Ijebu Ode, Lagos y Abuya.

## Exalumnos notables
- Obafemi Awolowo
- Olusegun Obasanjo

- Bola Ajibola
- Gbenga Daniel
- Moshood Abiola
- Dimeji Bankole
- Thomas Adeoye Lambo
- Adegboyega Dosunmu Amororo II
- Oyeleye Oyediran
- Olawale Adeniji Ige
- Kayode Soyinka
- Onaolapo Soleye
- Sunday Afolabi
- Adedotun Aremu Gbadebo III
- Alani Bankole

## Otras lecturas
- Libro de historia escolar 1923–2007, BBHS, Abeokuta, Nigeria.
- Tepede, A. (1999) Our Own Time on the Hill, Nulli Secundus, Revista anual de la Asociación de niños mayores de la escuela secundaria de niños bautistas, volumen 1, número 1, enero de 1999, p. 27